# Alliance Française de Sabadell

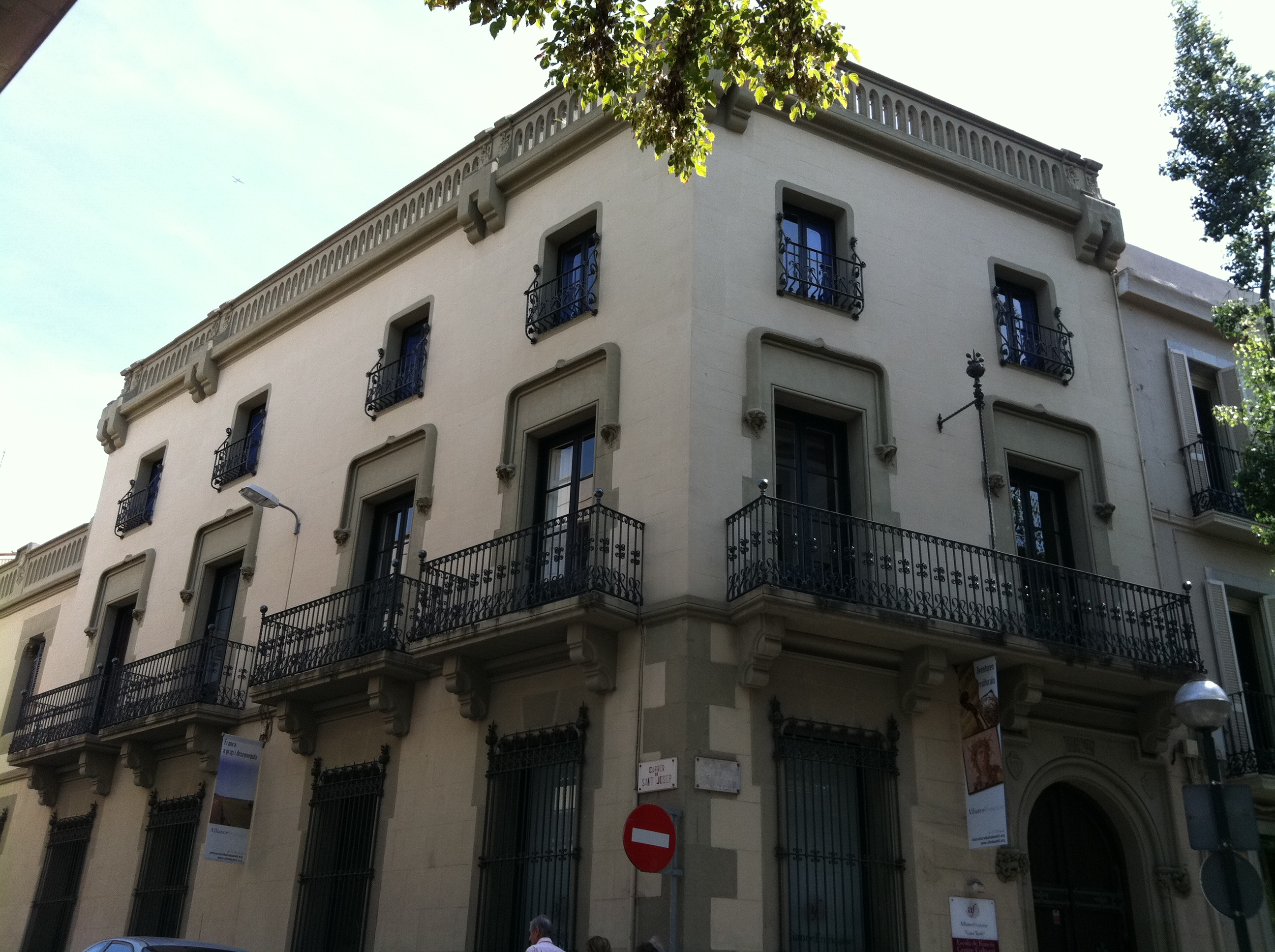
Seu de l'Alliance Française a Sabadell

L'Alliance Française de Sabadell va ser una associació autònoma i sense ànim de lucre que promovia l'ensenyament del francès i la cultura a la cocapital vallesana. Va ser activa entre 1974 i 2018, si bé ja l'any 1969 l'Alliance Française ja impartia cursos de francés amb professors procedents de Barcelona i el mateix Sabadell. Els seus estatuts eren aprovats per la Fundació Alliance Française de París i fou un dels centres més importants de l'Alliance Française a Espanya, en volum d'estudiants, i el més actiu a Europa en programació cultural. A imatge de la resta d'Alliances Françaises del món, s'inspirava en els principis de neutralitat política i confessional, civisme, arrelament al territori i obertura a les cultures. Va cessar en la seva activitat el 2018 per problemes econòmics i de gestió.

## Activitat
En el vessant de centre lingüístic, impartia cursos de francès a la seva seu, incloent-hi esplais d'estiu, escoles i empreses de la regió. Actuava com a centre d'exàmens oficials de llengua francesa autoritzat pel Ministeri d'Educació francès, per als diplomes DELF-DALF i TCF, i com a centre delegat de l'Alliance Française de París per als exàmens DAEFLE. Col·laborava també amb el Ministeri d'Immigració, Diversitat i Inclusió de Quebec per a la formació en llengua francesa dels immigrants, i de diverses universitats catalanes i franceses.
En la vessant cultural, oferia exposicions d'arts visuals, concerts, projeccions, conferències, recitals poètics, representacions teatrals i cursos d'humanitats a través de l'Ateneu Alliance.

## Història
L'entitat fou fundada el 1974 per un equip de joves professors de francès encapçalat pel Robert Ferrer Chaler, personalitat referent de la cultura sabadellenca, que fou condecorat el 2007 per l'Estat francès com a Officier dans l'Ordre des Palmes Académiques, en reconeixement de la seva contribució a la difusió de la llengua i la cultura franceses.
El 1995 l'entitat adquirí la Casa Taulé, un emblemàtic edifici de Sabadell, amb una superfície de 650 m², que fou construït el 1902 per ser casa pairal del fabricant de maquinària tèxtil Josep Taulé, la família del qual hi va viure fins al 1958. Després de la compra i rehabilitació de la Casa Taulé, l'associació va posar-la a disposició de la ciutat, fidel a la seva vocació de servei públic.
En la darrera etapa de funcionament de l'Aliança Francesa de Sabadell, a les dues plantes superiors de la Casa Taulé hi havia les aules per a l'ensenyament de la llengua i una mediateca, i a la planta baixa s'hi trobava un espai públic amb recepció, sala d'exposicions i cafeteria-restaurant amb sala i pati. El 2005 es van instal·lar 36 plaques fotovoltaiques al terrat de la casa.
El pati de l'Aliança va albergar concerts, recitals, conferències i altres esdeveniments dins la programació cultural de l'entitat. Diverses personalitats van participat en la programació, com Rafael Alberti i Louis Aragon els anys 80, o, en els darrers anys de funcionament de la institució, figures del món de la música (Jordi Savall, Maria Hinojosa, Fabiola Toupin, Nena Venetsanou), les arts visuals (Joan Fontcuberta, Antoni Taulé, Maurice Maillard, Xavier Oriach, Frederic Amat, Tom Carr, Mathieu Pernot), les arts escèniques i cinematogràfiques (l'actor Pascal Greggory, la documentalista Simone Bitton) i les Humanitats (l'economista Frédéric Lordon, el professor Richard Monvoisin).
La institució va haver de vendre la Casa Taulé i cessar en la seva activitat l'any 2018 pels greus problemes econòmics derivats de la mala gestió i del litigi judicial amb l'antic director, Sébastien Bauer. Es manté inactiva des de llavors.